# Capoliveri

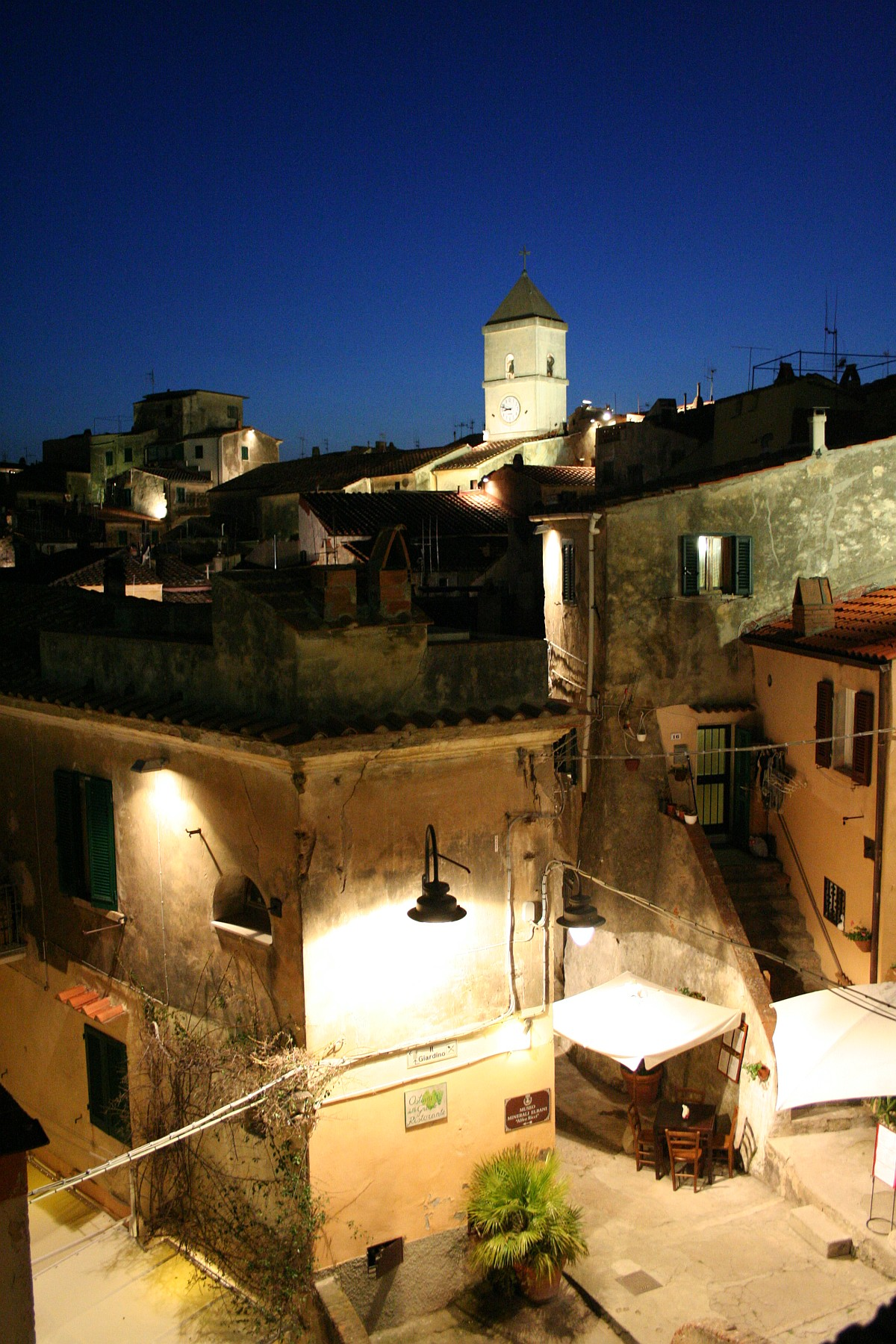
Vista de Capoliveri.

Capoliveri es un municipio de la isla de Elba, perteneciente a la provincia de Livorno (Italia), dentro de la región de Toscana. Tiene una población de 3.427 habitantes (31 de diciembre de 2004) y una superficie de 39,0 km².
Capoliveri limita con los municipios de Portoferraio, Porto Azzurro y Rio nell'Elba.

## Evolución demográfica
| Gráfica de evolución demográfica de Capoliveri entre 1861 y 2011 |
|                                                                  |
| Fuente ISTAT - elaboración gráfica de Wikipedia                  |